# Typhlocyba afghana
Typhlocyba afghana är en insektsart som beskrevs av Dlabola 1971. Typhlocyba afghana ingår i släktet Typhlocyba och familjen dvärgstritar. Inga underarter finns listade i Catalogue of Life.